# Fuad ar-Rikabi

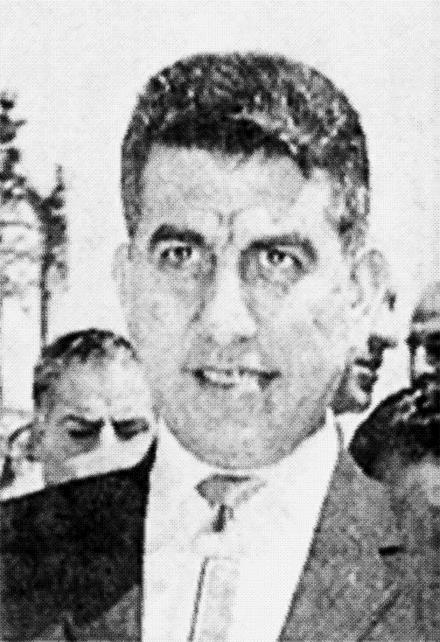
Fuad ar-Rikabi

Fuad ar-Rikabi (arabisch فؤاد الركابي, DMG Fuʾād ar-Rikābī), gelegentlich auch Fouad el-Rikabi (* 1931 in Nasiriya, Irak; † 1971 in Bagdad, Irak) war ein irakischer Politiker.
Der schiitische Maschinenbau-Ingenieur Fuad ar-Rikabi wurde von den syrischen Gründervätern der Baath-Partei mit der Gründung eines irakischen Ablegers der Partei beauftragt. Zusammen mit Saadun Hammadi gründete er die irakische Baath-Partei und wurde deren erster Generalsekretär. Parteimitglieder rekrutierten sich anfangs aus seinem familiären Umfeld und Freundeskreis bzw. aus der sozial benachteiligten schiitischen Unterschicht Südiraks, aber rasch nahm die Popularität der Partei auch bei nationalistischen Offizieren aus dem „Sunnitischen Dreieck“ zu.
Beim Sturz der Monarchie hatte die Baath-Partei 1958 eine wichtige Rolle gespielt, ar-Rikabi wurde als Minister für öffentliche Ordnung und Entwicklung einziger Baathist in General Abd al-Karim Qasims Regierung. Unzufrieden über die Weigerung Qasims, sich der Vereinigten Arabischen Republik unter Führung Gamal Abdel Nassers anzuschließen, traten ar-Rikabi und andere nationalistische Minister am 30. September 1958 zurück, ar-Rikabis Nachfolger als Minister wurde zunächst Ibrahim Kubba, dann ab Februar 1959 die irakische Kommunistin Naziha ad-Dulaimi. In ar-Rikabis Auftrag organisierte Saddam Hussein im April 1959 ein Attentat auf Qasim, Qasim wurde aber nur verletzt. Der ebenfalls verletzte Saddam Hussein und ar-Rikabi flohen daraufhin nach Ägypten. Wegen des misslungenen Attentats betrieben die syrischen Parteigründer ar-Rikabis Absetzung, neuer Generalsekretär der irakischen Baath-Partei wurde 1959 zunächst ein Onkel Saddam Husseins.
Vom Kairoer Exil gründete und leitete ar-Rikabi daraufhin im Juni 1961 mit anderen Ex-Baathisten (u. a. dem ehemaligen Baath-Generalsekretär Jordaniens, Abdallah ar-Rimawi) eine nasseristische Baath-Splitterpartei (Nationales Revolutionskommando), die allerdings nach der Machtergreifung der Baath-Partei im Februar 1963 zerschlagen wurde. Nach dem vorläufigen Sturz der Baath-Partei infolge des Militärputsches vom 18. November 1963 kehrte ar-Rikabi im Januar 1964 wieder in den Irak zurück, wurde Vorsitzender der nasseristischen Arabischen Sozialistischen Union (ASU) und im November 1964 Minister im Kabinett des Ex-Baathisten Tahir Yahya. ASU-Generalsekretär war zunächst General Abdul Karim Farhan. Rikabis erneuter Rücktritt bzw. der Rücktritt der nasseristischen Minister im Juli 1965 machte den Weg frei für Yahyas Sturz und die Berufung des Nasseristen Arif Abd ar-Razzaq zum Premier.
Nach Putschversuchen ar-Razzaqs und Farhans wurde die ASU 1966 direkt dem irakischen Präsidenten Arif unterstellt, eine Gruppe um ar-Rikabi spaltete sich daraufhin als Arabische Sozialistische Bewegung ab. Vergeblich warb ar-Rikabi eine Koalition aus Nasseristen, Kommunisten und linken Baathisten, bei der erneuten Machtübernahme durch die Baath-Partei wurde ar-Rikabi 1968 zum Tode verurteilt, dann aber zu einer dreijährigen Freiheitsstrafe begnadigt. Unter bis heute nicht aufgeklärten Umständen wurde er kurz vor Ende der Haft 1971 im Gefängnis erstochen bzw. verblutete er im Krankenhaus.